# بيتر فيفيس
بيتر فيفيس (بالكتالونية: Peter Vives Newey)‏ (و. 1987 – م) هو ممثل من إسبانيا. ولد في برشلونة.

## وصلات خارجية
- بيتر فيفيس على موقع IMDb (الإنجليزية)
- بيتر فيفيس على موقع ألو سيني (الفرنسية)
- بيتر فيفيس على موقع أول موفي (الإنجليزية)
- بيتر فيفيس على موقع قاعدة بيانات الفيلم (الإنجليزية)
- بيتر فيفيس على موقع كينوبويسك (الروسية)